# Gabriela Duarte
Gabriela Duarte est une actrice brésilienne née le 15 avril 1974 à Campinas (Brésil).

## Biographie
Elle est la fille de Regina Duarte, grande actrice brésilienne.

## Filmographie
- 1983 : O Cangaceiro Trapalhão
- 1989 : Colônia Cecília (feuilleton TV) : Bianca Rivas
- 1989 : Top Model (série télévisée) : Olivia Kundera
- 1995 : Irmãos Coragem (série télévisée) : Rita de Cássia 'Ritinha' Maciel
- 1997 : Destinées ("Por Amor") (série télévisée) : Maria Eduarda Greco
- 1999 : Oriundi : Patty
- 1999 : Chiquinha Gonzaga ("Chiquinha Gonzaga") (feuilleton TV) : Jeune Francisca 'Chiquinha' Edwiges Neves Gonzaga
- 2002 : Brava Gente (série télévisée) : Gisela Avelar
- 2002 : Esperança (série télévisée) : Justine
- 2003 : O Vestido : Bárbara
- 2003 : Kubanacan : Veruska Véron
- 2005 : América : Simone
- 2007 : Sete Pecados : Míriam de Freitas
- 2008 : Casos e Acasos : Carol e Vivianne
- 2008 : Dicas de um Sedutor : Maria
- 2009 : Acampamento de Férias : Júlia
- 2009 : A Turma do Didi : A si Mesma
- 2010 : Passione : Jéssica da Silva Rondelli
- 2011 : É Pai, É Pedra : Mônica
- 2013 : Amor à Vida : Luana de Sousa Araújo
- 2018 : Orgulho e Paixão : Julieta Bittencourt